# Nikon Corporation

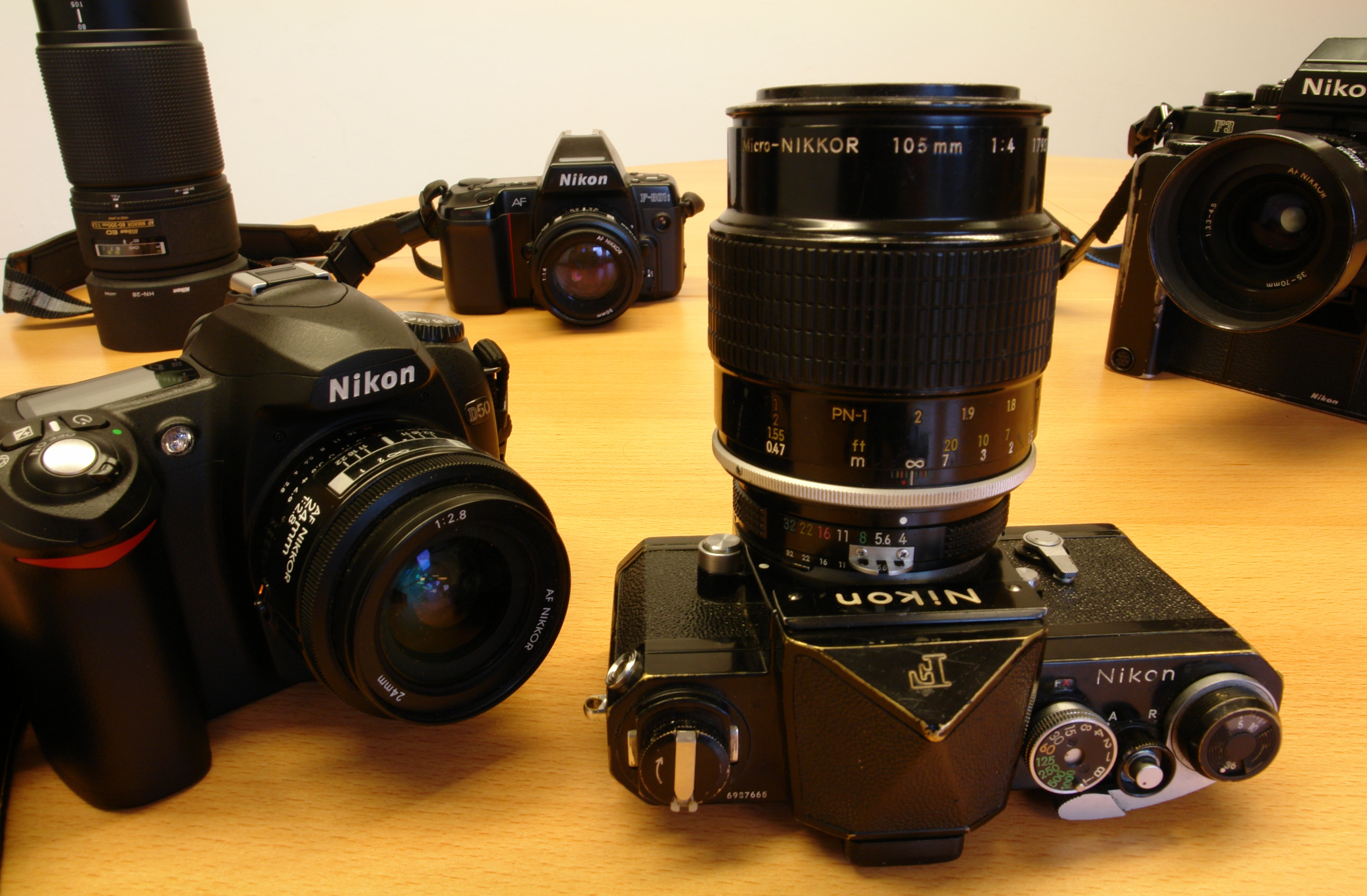
fyra generationer av Nikonkameror

Nikon Corporation (Nikon, Nikon Corp.) ( uttal (fil)) är ett japanskt företag i Mitsubishisfären som specialiserar sig i optik och bild. Dess produkter inkluderar kameror, kikare, mikroskop och mätinstrument. Det grundades 1917 som Nihon (Nippon) Kōgaku Kōgyō (日本光學工業株式會社); företaget bytte 1988 namn till Nikon Corporation (株式会社ニコン) efter sina kameror. Nikon är en del av Mitsubishi och hade år 2002 omkring 14 000 anställda.
Namnet Nikon, som är från 1946, är en sammanslagning av Nippon Kōgaku ("Japan Optical") och en imitation av Zeiss Ikon.
Bland de mest kända produkterna är Nikkor-kameraobjektiven (särskilt de för företagets egna SLR-kameror med F-fattning), Nikonos-undervattenshusen och Nikon F-serien av professionella SLR-kameror för 135-film. Nikon har följt med i övergången till digitalfoto med både "snapshot"-kameror såväl som systemkameror som Nikon D300 och de nyare Nikon D7200 och Nikon D4s.
Nikons huvudkonkurrenter är bl.a. Canon, Sony, Pentax, Fujifilm, Panasonic och Olympus.

## Lista över olika produkter tillverkade av Nikon (ofullständig)

### Kameror

#### Analoga 35 mmSLR-kameror utan autofokus
- Nikon EL2
- Nikon EM
- Nikon F-serien
- Nikon F2-serien
- Nikon F3-serien
- Nikon F301
- Nikon FA
- Nikon FE
- Nikon FE2
- Nikon FE10
- Nikon FG
- Nikon FG-20
- Nikon FM
- Nikon FM2
- Nikon FM3A
- Nikon FM10

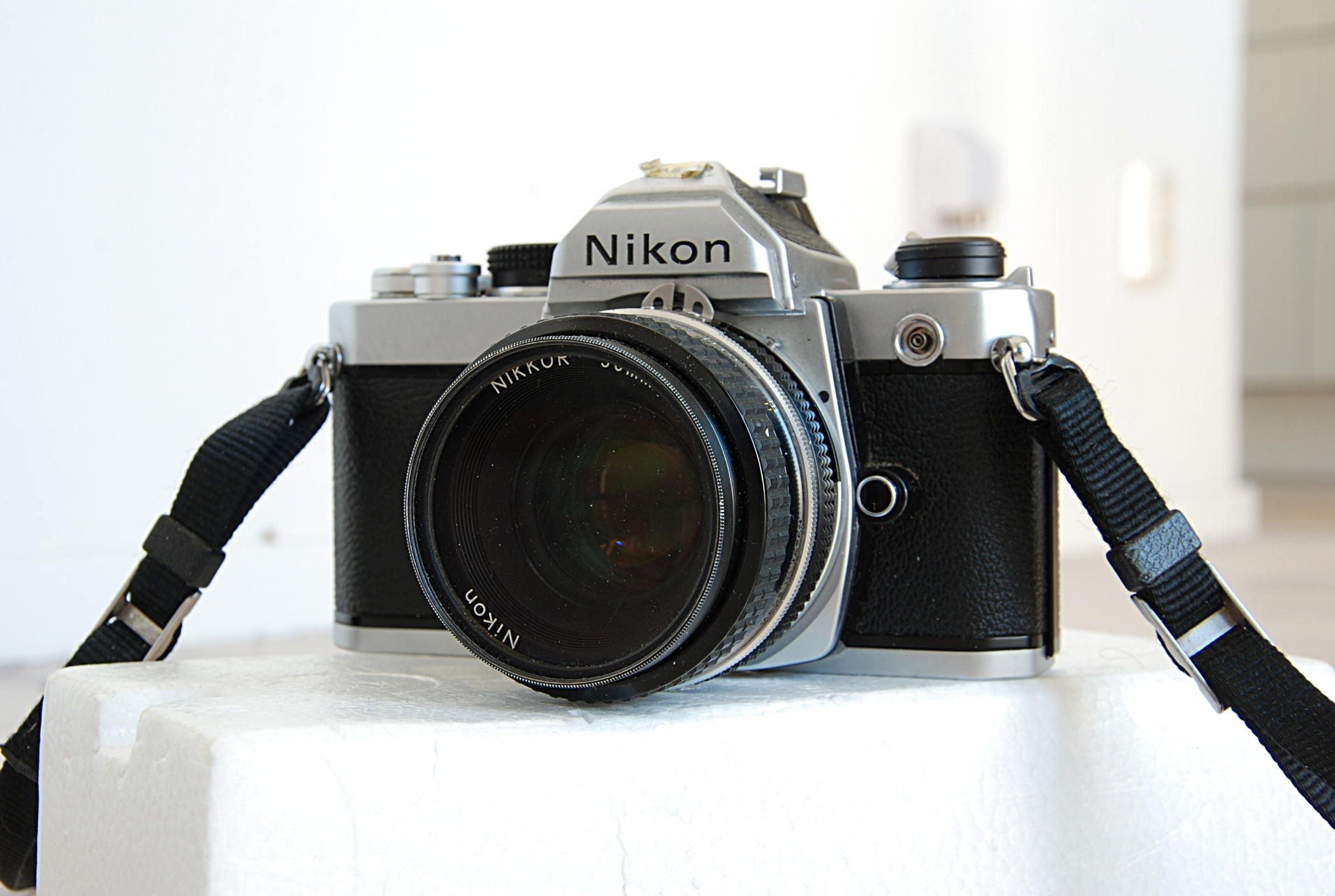
Nikon FM med ett 50mm objektiv från Nikon. FM var den första i Nikons framgångsrika F-serie som tillverkades från 1977 till 2006.

- Nikkormat-serien (Nikomat i Japan)
- Nikkorex-serien

#### Analoga 35 mmSLR-kameror med autofokus

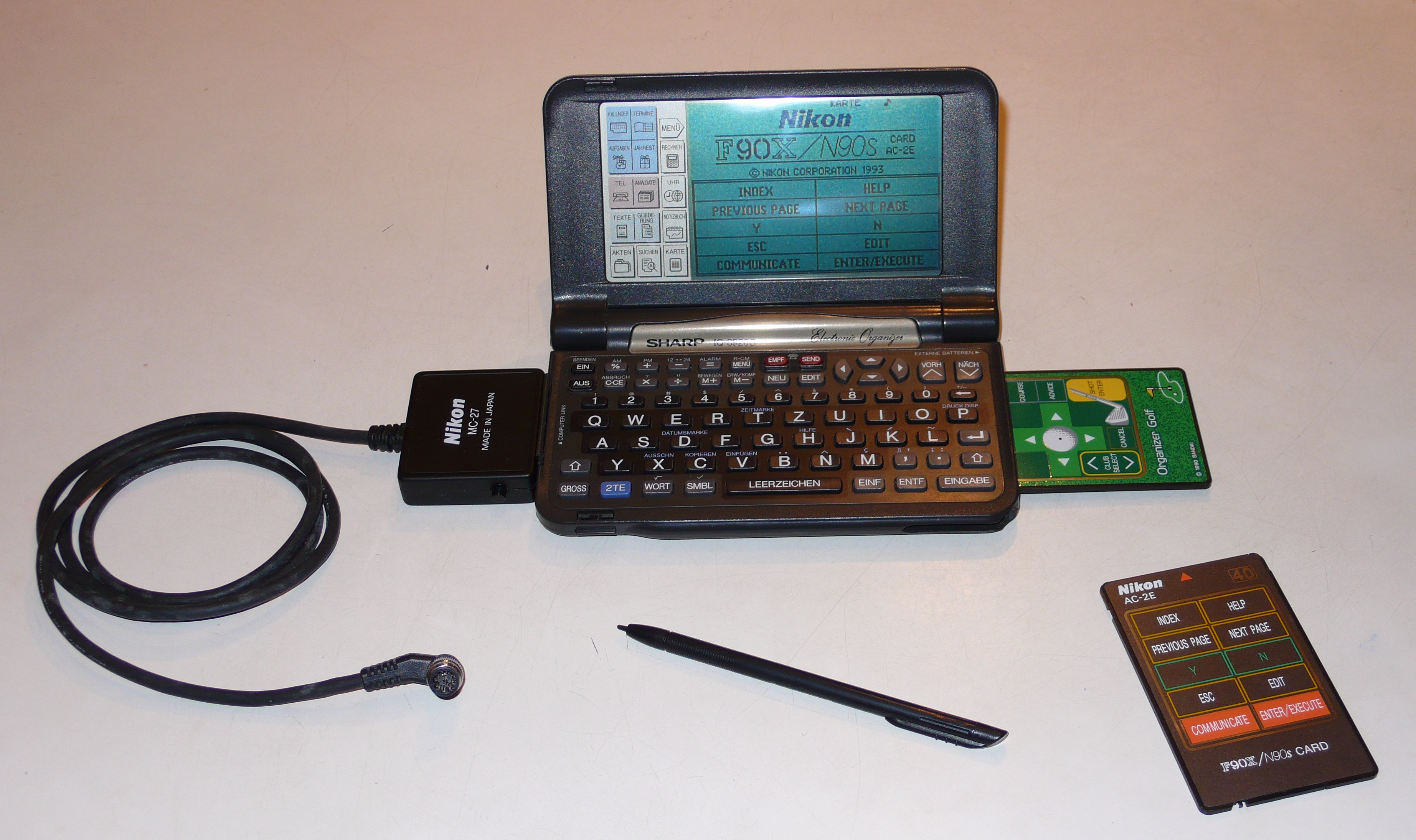
Nikon AC-2E Data Link System (1993)

- Nikon F4
- Nikon F5
- Nikon F6
- Nikon F-401
- Nikon F-401s
- Nikon F-401X
- Nikon F-501
- Nikon F-601
- Nikon F-601M
- Nikon F-801 (N8008 i Nordamerika)
- Nikon F-801s
- Nikon F50
- Nikon F55
- Nikon F60
- Nikon F65
- Nikon F70
- Nikon F75
- Nikon F80 (N80 i Nordamerika)
- Nikon F90
- Nikon F90X (N90s i Nordamerika)
- Nikon F100

#### 35 mmmätsökarkameror
- Nikon I
- Nikon M
- Nikon S
- Nikon S2
- Nikon S3
- Nikon S4
- Nikon SP

#### Digitalakompaktkameror

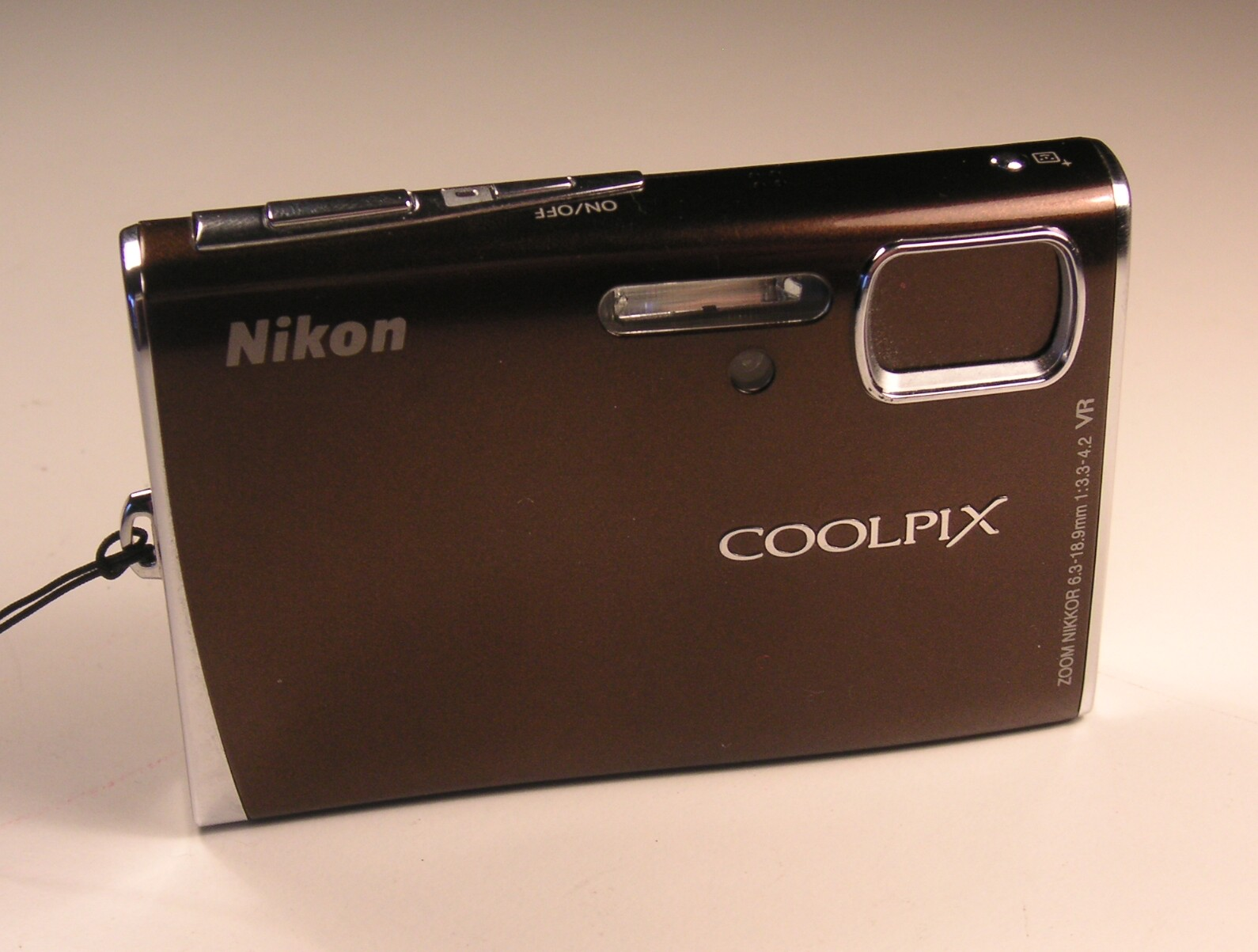
Nikon Coolpix S51

- Nikon Coolpix 4300 - 2002 - 3,9 mpx
- Nikon Coolpix 5700 - 2002 - 4,9 mpx
- Nikon Coolpix 4500 - 2002 - 3,9 mpx
- Nikon Coolpix 3100 - 2003 - 3,1 mpx
- Nikon Coolpix 2100 - 2003 - 1,9 mpx
- Nikon Coolpix SQ - 2003 - 3,1 mpx
- Nikon Coolpix 3700 - 2003 - 3,1 mpx
- Nikon Coolpix 5400 - 2003 - 5,0 mpx
- Nikon Coolpix 8700 - 2004 - 8,0 mpx
- Nikon Coolpix 3200 - 2004 - 3,1 mpx
- Nikon Coolpix 2200 - 2004 - 1,9 mpx
- Nikon Coolpix 5200 - 2004 - 5,0 mpx
- Nikon Coolpix 4200 - 2004 - 3,9 mpx
- Nikon Coolpix 8400 - 2004 - 8,0 mpx
- Nikon Coolpix 4800 - 2004 - 4,0 mpx
- Nikon Coolpix 4100 - 2004 - 3,9 mpx
- Nikon Coolpix 8800 - 2004 - 8,0 mpx
- Nikon Coolpix 7600 - 2005 - 7,1  mpx
- Nikon Coolpix 5600 - 2005 - 5,0 mpx
- Nikon Coolpix 4600 - 2005 - 3,9 mpx
- Nikon Coolpix S1 - 2005 - 5,0 mpx
- Nikon Coolpix 7900 - 2005 - 7,1 mpx
- Nikon Coolpix 5900 - 2005 - 5,0 mpx
- Nikon Coolpix S2 - 2005 - 5,1 mpx
- Nikon Coolpix P1 - 2005 - 8,0 mpx
- Nikon Coolpix L1 - 2005 - 6,2 mpx
- Nikon Coolpix S4 - 2005 - 6,0 mpx
- Nikon Coolpix S3 - 2005 - 6,0 mpx
- Nikon Coolpix P2 - 2005 - 5,0 mpx

#### DigitalaSLR-kameror(Dx)

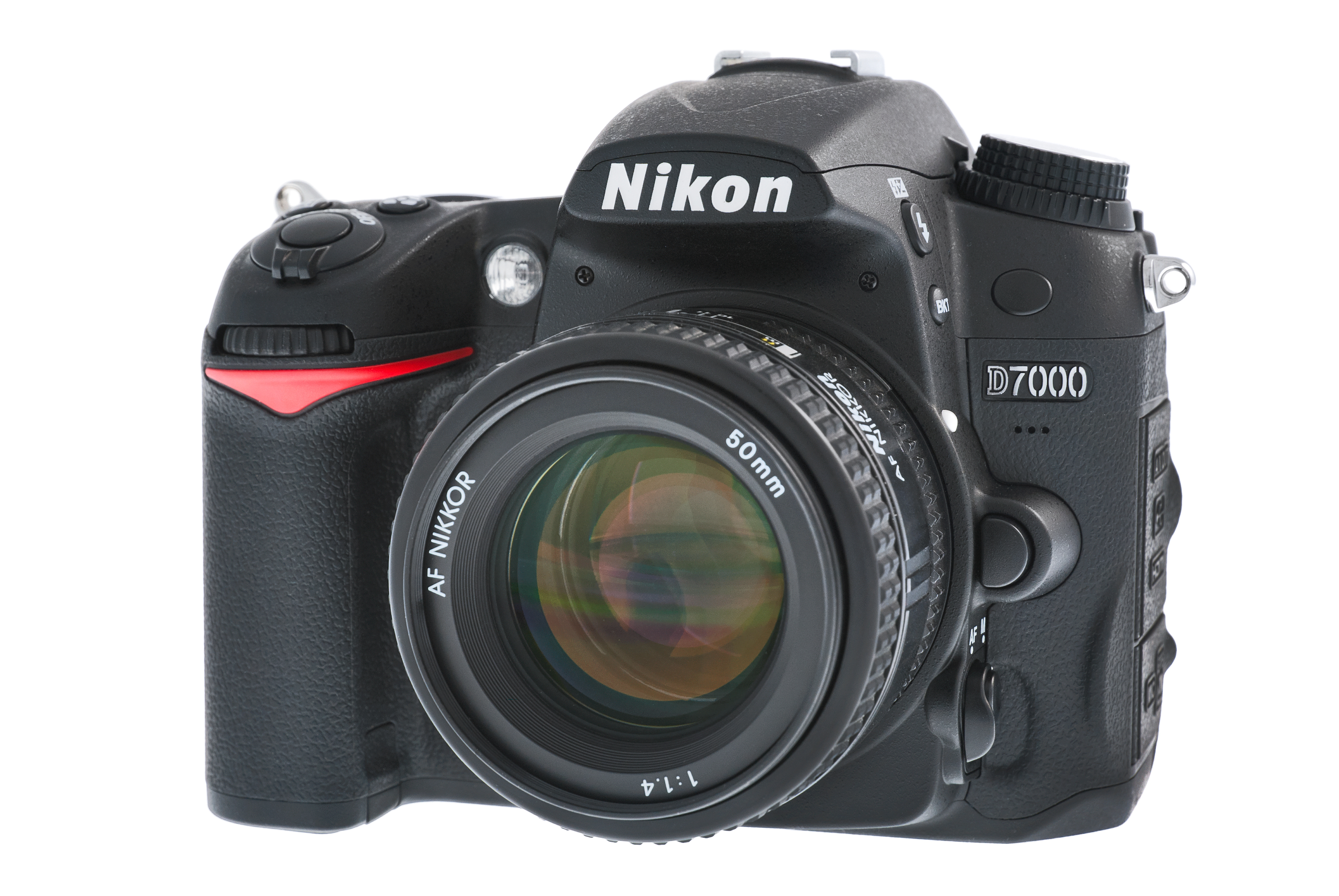
Nikon D7000.

- Nikon D1 1999 - 2,6mpx
- Nikon D1H 2001 - 2,6 mpx
- Nikon D1X 2001 - 5,3 mpx
- Nikon D100 2002 - 6,0 mpx
- Nikon D2H 2003 - 4,0 mpx
- Nikon D70 2004 - 6,0 mpx
- Nikon D2X 2004 - 12,2 mpx
- Nikon D2Hs 2005 - 4,0 mpx
- Nikon D70s 2005 - 6,0 mpx
- Nikon D50 2005 - 6,0 mpx
- Nikon D200 2005 - 10,2 mpx
- Nikon D2Xs 2006 - 12,2 mpx
- Nikon D80 2006 - 10,2 mpx
- Nikon D40 2006 - 6,1 mpx
- Nikon D40x 2007 - 10 mpx
- Nikon D300 2007 - 12,3 mpx
- Nikon D60 2008 - 10.2 mpx
- Nikon D90 2008 - 12,3 mpx
- Nikon D3000 2009 - 10,2 mpx
- Nikon D5000  2009 - 12,3 mpx
- Nikon D300s 2009 - 12,3 mpx
- Nikon D3100 2010 - 14,2mpx
- Nikon D7000 2010 - 16,2mpx
- Nikon D5100 2011 - 16,2mpx
- Nikon D3200 2012 - 24,2mpx
- Nikon D5200 2012 - 24,1mpx
- Nikon D7100 2013 - 24,1mpx
- Nikon D5300 2013 - 24,2mpx
- Nikon D3300 2014 - 24,2mpx
- Nikon D5500 2015 - 24,2mpx
- Nikon D7200 2015 - 24,1mpx
- Nikon D500 2016 - 20,9mpx
- Nikon D3400 2016 - 24,2mpx
- Nikon D5600 2016 - 24,2mpx
- Nikon D7500 2017 - 20,9mpx
- Nikon D3500 2018 - 24,2mpx

#### DigitalaSLR-kameror med fullformats sensor (Fx)
Kameror med fullformatssensor.

- Nikon D3 2007 - 12,2 mpx
- Nikon D700 2008 - 12,1 mpx

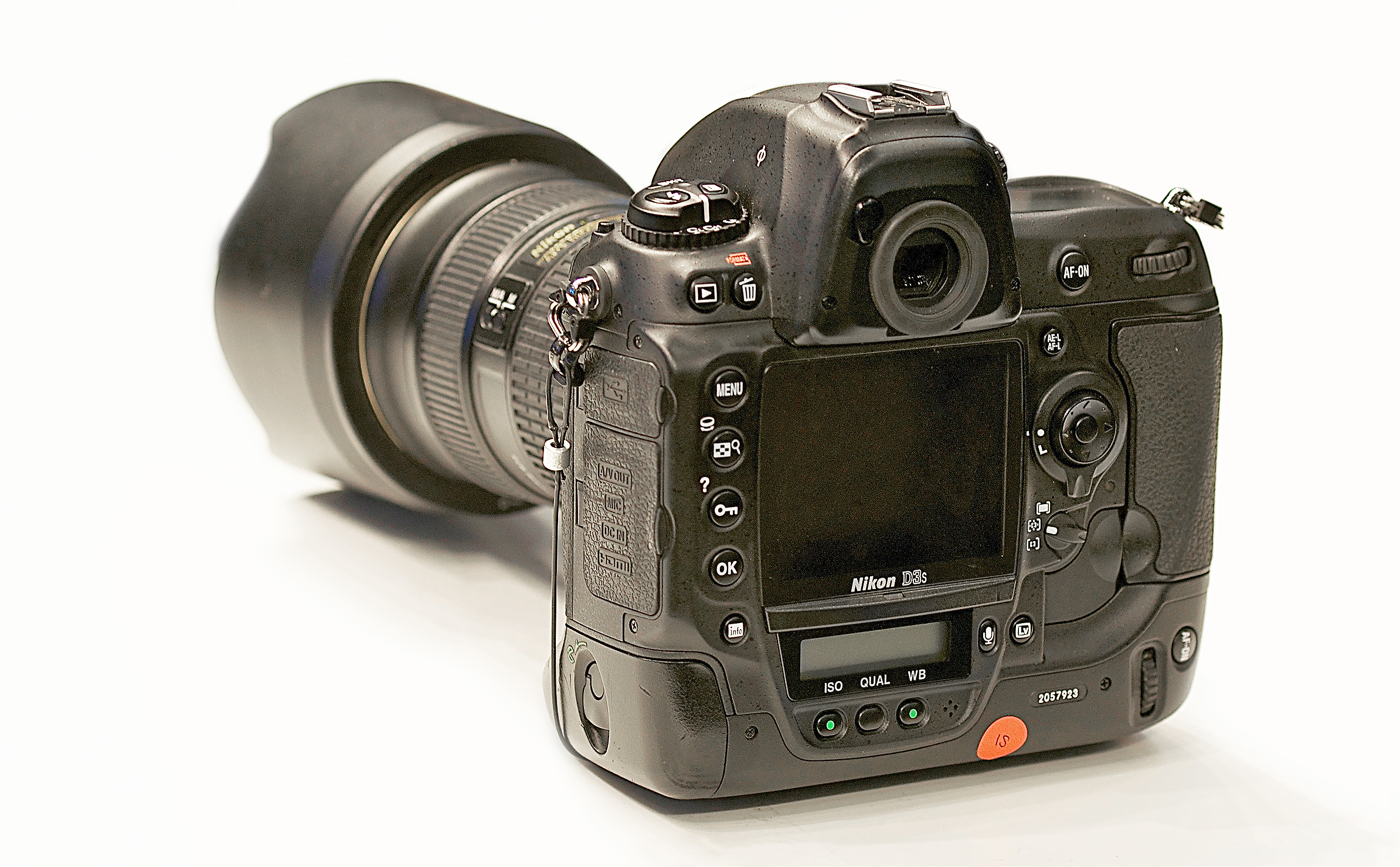
Nikon D3s

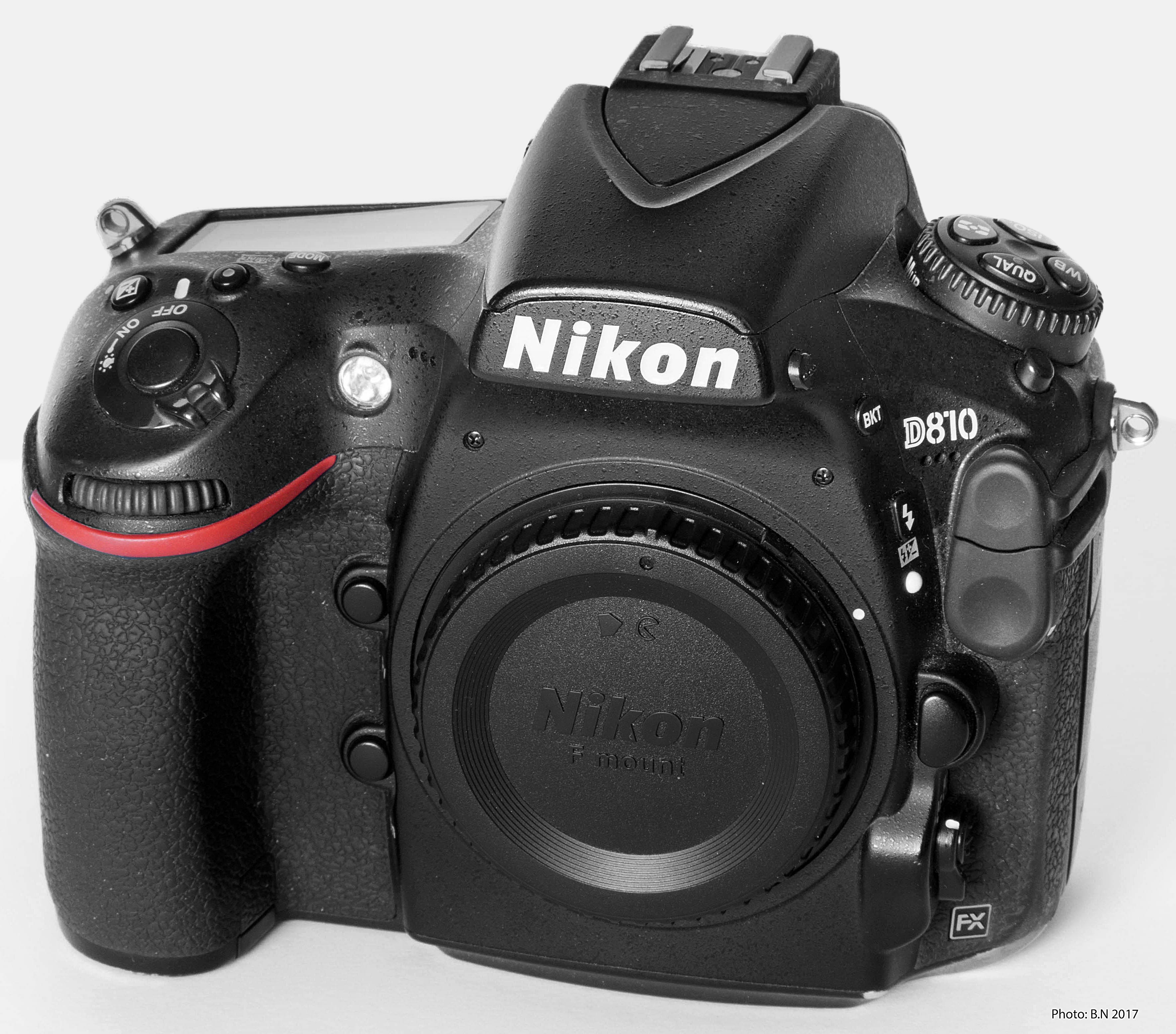
Nikon D810

- Nikon D3X, 1 december 2008 - 24,4 mpx
- Nikon D3s 2009 - 12,1 mpx
- Nikon D4 6 januari 2012 16,2 mpx
- Nikon D800 7 februari 2012 - 36,3 mpx
- Nikon D600 18 september 2012 - 24,3 mpx
- Nikon D610 18 oktober 2013 - 24,3 mpx
- Nikon Df 5 november 2013 16,2 mpx
- Nikon D4s 24 februari 2014 16,2 mpx
- Nikon D810 26 juni 2014 - 36,3 mpx
- Nikon D750 23 september 2014 - 24,3 mpx
- Nikon D810A 10 februari 2015 - 36,3 mpx
- Nikon D5 6 januari 2016 - 20,8 mpx
- Nikon D850 27 juli 2017 - 45,7 mpx
- Nikon D780 7 januari 2020 - 24,5 mpx
- Nikon D6 13 februari 2020 - 20,8 mpx

### Blixtar

#### Anpassade för analoga kameror med TTL
Anm. SB-20-SB-30 är anpassade för kameror med autofokus, med undantag för SB-21A/B som är anpassade för kameror med manuell fokusering.

- SB-E Auto icke-TTL (1979)
- SB-11 TTL (1980)
- SB-12 F3/TTL (1980)
- SB-14 TTL (1982)
- SB-15 TTL (1982)
- SB-16A/B F3/TTL (1983)
- SB-17 F3/TTL (1983)
- SB-18 TTL (1983)
- SB-19 Auto icke-TTL (1983)
- SB-20 AF-TTL (1986)
- SB-21A/B F3/TTL närbildsblixt för Micro-objektiv (1986)
- SB-22 AF-TTL (1987)
- SB-22s AF-TTL (1998)
- SB-23 AF-TTL (1987)
- SB-24 AF-TTL (1988)
- SB-25 AF-TTL (1992)
- SB-26 AF-TTL (1994)
- SB-27 AF-TTL (1997)
- SB-28 AF-TTL (1997)
- SB-29 AF-TTL närbildsblixt för Micro-objektiv (2000)
- SB-29s AF-TTL närbildsblixt för Micro-objektiv, anpassad för digitala kameror (2002)
- SB-30 AF-TTL (2002)
- SB-140 F3/TTL (1986)

#### Anpassade för Nikons första digitala kameror med D-TTL
Anm. Dessa är bakåtkompatibla och har stöd för TTL.

- SB-28DX (1999)
- SB-50DX (2001)
- SB-80DX (2002)

#### Anpassade för Nikons nya digitala kameror med i-TTL
Anm. SB-600, SB-800 och SB-R200 är bakåtkompatibla och har även stöd för TTL och D-TTL.

- SB-600 (2004)
- SB-800 (2004)
- SB-400 (2006)
- SB-900 (2008)
- SB-700 (2010)
- SB-910 (2011)
- SB-5000 (2016)
- SB-R200 närbildsblixt för Micro-objektiv (2005)

### Objektiv

#### AF (autofokus), fasta (Både DX och FX)
- Nikon 10.5mm f/2.8G DX Fisheye ED
- Nikon 14mm f/2.8
- Nikon 14mm f/2.8D ED
- Nikon 16mm f/2.8
- Nikon 16mm f/2.8D Fisheye
- Nikon 18mm f/2.8D
- Nikon 20mm f/2.8
- Nikon 24mm f/2,8
- Nikon 28mm f/1.4
- Nikon 28mm f/1.4D
- Nikon 28mm f/2,8
- Nikon 35mm f/1.8 DX
- Nikon 35mm f/2
- Nikon 35mm f/2.0D
- Nikon 50mm f/1.4
- Nikon 50mm f/1.4D
- Nikon 50mm AF-S f/1.4G
- Nikon 50mm f/1.8
- Nikon 50mm f/1.8D
- Nikon 60mm f/2.8
- Nikon 85mm f/1.4
- Nikon 85mm f/1.4D
- Nikon 85mm f/1.8
- Nikon 85mm f/1.8D
- Nikon 85mm f/2.8 PC-E
- Nikon 105mm f/2.5
- Nikon 135mm f/2
- Nikon 180mm AF-n f/2.8 ED-IF
- Nikon 180mm f/2.8
- Nikon 200mm AF Micro
- Nikon 200mm AF-S VR f/2
- Nikon 200mm f/2 (with VR)
- Nikon 300mm AF-I f/2.8D ED-IF
- Nikon 300mm AF-S f/2.8G VR IF-ED
- Nikon 300mm AF-S f/4D ED-IF
- Nikon 300mm f/2.8
- Nikon 300mm f/4 ED-IF
- Nikon 400mm AF-I f/2.8D ED-IF
- Nikon 400mm AF-S f/2.8D ED-IF II
- Nikon 400mm f/2.8
- Nikon 500mm f/4
- Nikon 600mm AF-I f/4D ED-IF
- Nikon 600mm f/4
- Nikon 600mm f/4 VR

#### AF, zoom DX format
- AF-S DX 10-24 f3,5-4,5G ED NIKKOR
- AF-S DX 12-24mm f/4G IF-ED Zoom-Nikkor
- AF-S DX 16-85mm f/3.5-5.6G ED VR NIKKOR
- AF-S DX 17-55mm f/2.8G IF-ED Zoom-Nikkor
- AF-S DX 18-55mm f/3.5-5.6G ED Zoom-Nikkor
- AF-S DX 18-55mm f/3.5-5.6G ED II Zoom-Nikkor
- AF-S DX 18-55mm f/3.5-5.6G VR NIKKOR
- AF-S DX 18-70mm f/3.5-4.5G IF-ED Zoom-Nikkor
- AF-S DX 18-105mm f/3.5-5.6G ED VR NIKKOR
- AF-S DX 18-135mm f/3.5-5.6G IF-ED Zoom-Nikkor
- AF-S DX 18-200mm f/3.5-5.6G IF-ED VR Zoom-Nikkor
- AF-S DX 18-200mm f/3.5-5.6G ED VR II Zoom-Nikkor
- AF-S DX 55-200mm f/4-5.6G ED Zoom-Nikkor
- AF-S DX 55-200mm f/4-5.6G IF-ED VR Zoom-Nikkor

#### AF zoomobjektiv
- AF 10-24mm
- AF 14-24mm f/2.8G ED
- AF-S 14-24mm f/2.8G ED
- AF 16-85mm f/3.5-5.6 VR
- AF-S 17-35mm f/2.8 ED-IF
- AF 18-35mm f/3.5-4.5D ED-IF
- AF 18-35mm f/3.5-4.5D IF-ED
- AF-S 18-55mm f/3.5-5.6G ED
- AF-S 18-55mm f/3.5-5.6G II ED
- AF-S 18-55mm f/3.5-5.6G VR
- AF 20-35mm f/2.8D
- AF 24-120mm f/3.5-5.6D
- AF 24-70mm f/2.8G ED
- AF-S 24-70mm f/2.8G ED
- AF 24-85mm f/2.8-4D
- AF 24-85mm f/2.8-4D IF
- AF-S 24-85mm f/3.5-4.5G
- AF-S 24-120mm f/3.5-5.6G IF-ED VR
- AF-S 28-70 mm f/2.8 ED-IF
- AF 28-70mm f/3.5-4.5D
- AF 28-80mm f/3.3-5.6G
- AF 28-80mm f/3.5-5.6D
- AF-n 28-85mm f/3.5-4.5
- AF 28-105mm f/3.5-4.5D
- AF 28-200mm f/3.5-5.6D
- AF 28-200mm f/3.5-5.6G
- AF 35-70mm F/2.8D
- AF 35-70mm f/3.3-4.5
- AF-S 55-200mm f/4-5.6G
- AF-S 55-200mm f/4-5.6 VR
- AF-S 55-300mm f/4. 5-5. 6G ED VR
- AF-S 70-200mm f/2.8 G
- AF-S 70-200mm f/2.8G IF-ED VR
- AF 70-210mm f/4
- AF 70-210mm f/4-5.6D
- AF 70-300mm f/4-5.6D ED
- AF 70-300mm f/4-5.6G
- AF-S 70-300mm f/4.5-5.6G IF-ED VR
- AF 75-300mm f/4.5-5.6
- AF 80-200mm f/2.8
- AF 80-200mm f/2.8D ED
- AF-S 80-200mm f/2.8D ED-IF
- AF 80-200mm f/4.5-5.6 D
- AF 80-400mm VR f/4.5-5.6D
- AF 80-400mm f/4.5-5.6D ED VR
- AF-S 200-400mm f/4G IF-ED VR

#### Macro (Micro-NIKKOR)
- Nikon 55mm f/2.8 AI-s Micro-NIKKOR
- Nikon 55mm f/2.8 AF Micro-NIKKOR
- Nikon 55mm f/3.5 AI Micro-NIKKOR
- Nikon 60mm f/2.8 AF-D Micro-NIKKOR
- Nikon 60mm f/2.8 AF-S Micro-NIKKOR
- Nikon 85mm f/3,5G AF-S VR Micro-NIKKOR
- Nikon 105mm f/2.8D AF Micro-NIKKOR
- Nikon 105mm f/2.8 AF-S VR Micro-NIKKOR
- Nikon 200mm f/4 AF Micro-NIKKOR
- Nikon 70-180mm f/4.5-5.6D ED AF Micro-NIKKOR

#### Teleconverter
- TC-1 2X
- TC-2 2X
- TC-16A AF teleconverter 1,6 X
- TC-200 2X
- TC-201 Ai-S 2X
- TC-300 2X
- TC-301 Ai-S 2X
- TC-14A 1,4X
- TC-14B 1,4X
- TC-14E II 1,4X
- TC-17E II
- TC-20E II 2X
- TC-20E III 2X

#### Objektiv för mätsökarkameror
- Objektiv för kameror i Nikon S-serien
- "Screwmount"-objektiv för Leica-kameror

#### Objektiv för mellanformatskameror
- Objektiv för Bronica-kameror
- Objektiv för Plaubel Makina-kameror

### Officiella webbplatser
- Nikon Corp.
- Nikon Corp. USA

### Fansajter och forum
- D70Sverige
- NikonForum Sverige
- Nikonians
- Photosapien Photography Forum
- NikonMailingList (antagligen världens största oberoende sådana)